# Pourrain
Pourrain là một xã của Pháp,tọa lạc ở tỉnh Yonne trong vùng Bourgogne.
Dân địa phương tiếng Pháp gọi là Pulveriniens và Pulveriniennes.

## Hành chính
| Danh sách các thị trưởng               |           |                     |      |             |
| Giai đoạn                              | Giai đoạn | Tên                 | Đảng | Tư cách     |
| tháng 3 năm 2001                       | 2008      | Jean-Michel Jourdan |      | Instituteur |
| Tất cả các dữ liệu trước đây không rõ. |           |                     |      |             |

## Thông tin nhân khẩu
| Năm | 1962 | 1968 | 1975 | 1982  | 1990  | 1999  |
| --- | ---- | ---- | ---- | ----- | ----- | ----- |
| Dân số | 871  | 886  | 897  | 1 196 | 1 266 | 1 305 |
| From the year 1962 on: No double counting—residents of multiple communes (e.g. students and military personnel) are counted only once. |      |      |      |       |       |       |